# Liste des matchs de l'équipe d'Australie de rugby à XIII
Cet article liste les matchs de l'équipe d'Australie de rugby à XIII.
Elle illustre la suprématie qu’exerce les « Kangourous  » sur le rugby à XIII dans le monde, de leur création en 1908 jusqu'à la fin des années 2020. 
|      | Date              | Adversaire                | Résultat | Compétition              | Stade                                          | Affluence |
| ---- | ----------------- | ------------------------- | -------- | ------------------------ | ---------------------------------------------- | --------- |
| 402. | 8 novembre 2025   | Angleterre                |          | Tournée                  | Headingley Rugby Stadium, Leeds                |           |
| 401. | 1er novembre 2025 | Angleterre                |          | Tournée                  | Everton Stadium, Liverpool                     |           |
| 400. | 25 octobre 2025   | Angleterre                |          | Tournée                  | Wembley Stadium, Londres                       |           |
| 399. | 10 novembre 2024  | Tonga                     | 20-14    | Championnat du Pacifique | Western Sydney Stadium, Sydney                 | 28 728    |
| 398. | 27 octobre 2024   | Nouvelle-Zélande          | 22-10    | Championnat du Pacifique | Rugby League Park, Christchurch                | 17 005    |
| 397. | 18 octobre 2024   | Tonga                     | 18-0     | Championnat du Pacifique | Lang Park, Brisbane                            | 33 196    |
| 396. | 4 novembre 2023   | Nouvelle-Zélande          | 0-30     | Championnat du Pacifique | Waikato Stadium, Hamilton                      | 13 269    |
| 395. | 28 octobre 2023   | Nouvelle-Zélande          | 36-18    | Championnat du Pacifique | Melbourne Rectangular Stadium, Melbourne       | 20 584    |
| 394. | 14 octobre 2023   | Samoa                     | 38-12    | Coupe du Pacifique       | North Queensland Stadium, Townsville           | 18 144    |
| 394. | 19 novembre 2022  | Samoa                     | 30-10    | Coupe du monde           | Old Trafford, Manchester                       | 67 502    |
| 393. | 11 novembre 2022  | Nouvelle-Zélande          | 16-14    | Coupe du monde           | Elland Road, Leeds                             | 28 113    |
| 392. | 4 novembre 2022   | Liban                     | 48-4     | Coupe du monde           | Kirklees Stadium, Huddersfield                 | 8 206     |
| 391. | 29 octobre 2022   | Italie                    | 66-6     | Coupe du monde           | Totally Wicked Stadium, St Helens              | 5 586     |
| 390. | 21 octobre 2022   | Écosse                    | 84-0     | Coupe du monde           | Ricoh Arena, Coventry                          | 10 276    |
| 389. | 15 octobre 2022   | Fidji                     | 42-8     | Coupe du monde           | Headingley Rugby Stadium, Leeds                | 13 366    |
| 388. | 2 novembre 2019   | Tonga                     | 12-16    | Coupe Océanie            | Eden Park, Auckland                            | 25 575    |
| 387. | 25 octobre 2019   | Nouvelle-Zélande          | 26-4     | Coupe Océanie            | Wollongong Showground , Wollongong             | 18 104    |
| 386. | 20 octobre 2018   | Tonga                     | 34-16    | Amical                   | Mount Smart Stadium, Auckland                  | 26 214    |
| 385. | 13 octobre 2018   | Nouvelle-Zélande          | 24-26    | Amical                   | Mount Smart Stadium, Auckland                  | 12 763    |
| 384. | 24 novembre 2017  | Angleterre                | 6-0      | Coupe du monde           | Lang Park, Brisbane                            | 40 033    |
| 383. | 24 novembre 2017  | Fidji                     | 54-6     | Coupe du monde           | Lang Park, Brisbane                            | 22 073    |
| 382. | 17 novembre 2017  | Samoa                     | 46-0     | Coupe du monde           | Darwin Stadium, Darwin                         | 13 473    |
| 381. | 11 novembre 2017  | Liban                     | 34-0     | Coupe du monde           | Sydney Football Stadium, Sydney                | 21 127    |
| 380. | 3 novembre 2017   | France                    | 52-6     | Coupe du monde           | Canberra Stadium, Canberra                     | 12 293    |
| 379. | 27 octobre 2017   | Angleterre                | 18-4     | Coupe du monde           | Melbourne Rectangular Stadium, Melbourne       | 22 724    |
| 378. | 5 mai 2017        | Nouvelle-Zélande          | 30-12    | ANZAC Test               | Canberra Stadium, Canberra                     | 18 535    |
| 377. | 20 novembre 2016  | Nouvelle-Zélande          | 34-8     | Quatre Nations           | Anfield, Liverpool                             | 40 042    |
| 376. | 13 novembre 2016  | Angleterre                | 36-18    | Quatre Nations           | Stade olympique de Londres, Londres            | 35 569    |
| 375. | 5 novembre 2016   | Nouvelle-Zélande          | 14-8     | Quatre Nations           | Ricoh Arena, Coventry                          | 21 009    |
| 374. | 28 octobre 2016   | Écosse                    | 54-12    | Quatre Nations           | KC Lightstream Stadium, Hull                   | 5 337     |
| 373. | 15 octobre 2016   | Nouvelle-Zélande          | 26-6     | Amical                   | Perth Oval, Perth                              | 20 283    |
| 372. | 6 mai 2016        | Nouvelle-Zélande          | 16-0     | ANZAC Test               | Hunter Stadium, Newcastle                      | 27 724    |
| 371. | 3 mai 2015        | Nouvelle-Zélande          | 12-26    | ANZAC Test               | Lang Park, Brisbane                            | 32 681    |
| 370. | 15 novembre 2014  | Nouvelle-Zélande          | 18-22    | Quatre Nations           | Wellington Stadium, Wellington                 | 25 183    |
| 369. | 15 novembre 2014  | Samoa                     | 44-18    | Quatre Nations           | Wollongong Showground, Wollongong              | 18 456    |
| 368. | 15 novembre 2014  | Angleterre                | 16-12    | Quatre Nations           | Melbourne Rectangular Stadium, Melbourne       | 20 585    |
| 367. | 15 novembre 2014  | Nouvelle-Zélande          | 12-30    | Quatre Nations           | Lang Park, Brisbane                            | 47 813    |
| 366. | 2 mai 2014        | Nouvelle-Zélande          | 30-18    | ANZAC Test               | Sydney Football Stadium, Sydney                | 25 429    |
| 365. | 30 novembre 2013  | Nouvelle-Zélande          | 34-2     | Coupe du monde           | Old Trafford, Manchester                       | 74 468    |
| 364. | 23 novembre 2013  | Fidji                     | 64-0     | Coupe du monde           | Wembley Stadium, Londres                       | 67 545    |
| 363. | 16 novembre 2013  | États-Unis                | 62-0     | Coupe du monde           | The Racecourse Ground, Wrexham                 | 5 762     |
| 362. | 9 novembre 2013   | Irlande                   | 50-0     | Coupe du monde           | Thomond Park, Limerick                         | 5 021     |
| 361. | 2 novembre 2013   | Fidji                     | 34-2     | Coupe du monde           | Langtree Park, St. Helens                      | 14 137    |
| 360. | 26 octobre 2013   | Angleterre                | 28-20    | Coupe du monde           | Millennium Stadium, Cardiff                    | 45 052    |
| 359. | 19 avril 2013     | Nouvelle-Zélande          | 32-12    | ANZAC Test               | Canberra Stadium, Canberra                     | 25 628    |
| 358. | 13 octobre 2012   | Nouvelle-Zélande          | 18-10    | Amical                   | Willows Sports Complex, Townsville             | 26 497    |
| 357. | 20 avril 2012     | Nouvelle-Zélande          | 20-12    | ANZAC Test               | Eden Park, Auckland                            | 35 339    |
| 356. | 19 novembre 2011  | Angleterre                | 30-8     | Quatre Nations           | Elland Road, Leeds                             | 34 174    |
| 355. | 13 novembre 2011  | pays de Galles            | 56-14    | Quatre Nations           | Racecourse Ground, Wrexham                     | 5 233     |
| 354. | 5 novembre 2011   | Angleterre                | 36-20    | Quatre Nations           | Wembley Stadium, Londres                       | 42 344    |
| 353. | 28 octobre 2011   | Nouvelle-Zélande          | 26-12    | Quatre Nations           | Halliwell Jones Stadium, Warrington            | 12 491    |
| 352. | 16 octobre 2011   | Nouvelle-Zélande          | 42-6     | Amical                   | Newcastle Sports Centre, Newcastle             | 32 890    |
| 351. | 6 mai 2011        | Nouvelle-Zélande          | 20-10    | ANZAC Test               | Robina Stadium, Gold Coast                     | 26 301    |
| 350. | 13 novembre 2010  | Nouvelle-Zélande          | 12-16    | Quatre Nations           | Lang Park, Brisbane                            | 36 299    |
| 349. | 6 novembre 2010   | Nouvelle-Zélande          | 34-20    | Quatre Nations           | Eden Park, Auckland                            | 44 324    |
| 348. | 31 octobre 2010   | Angleterre                | 34-20    | Quatre Nations           | Melbourne Rectangular Stadium, Melbourne       | 18 894    |
| 347. | 24 octobre 2010   | Papouasie-Nouvelle-Guinée | 42-0     | Quatre Nations           | Parramatta Stadium, Sydney                     | 11 308    |
| 346. | 7 mai 2011        | Nouvelle-Zélande          | 12-8     | ANZAC Test               | Melbourne Rectangular Stadium, Melbourne       | 29 442    |
| 345. | 14 novembre 2009  | Angleterre                | 46-16    | Quatre Nations           | Elland Road, Leeds                             | 31 042    |
| 344. | 7 novembre 2009   | France                    | 42-4     | Quatre Nations           | Stade Charléty , Paris                         | 6 234     |
| 343. | 31 octobre 2009   | Angleterre                | 26-16    | Quatre Nations           | DW Stadium , Wigan                             | 23 122    |
| 342. | 24 octobre 2009   | Nouvelle-Zélande          | 20-20    | Quatre Nations           | Twickenham Stoop Stadium , Londres             | 12 360    |
| 341. | 8 mai 2009        | Nouvelle-Zélande          | 38-10    | ANZAC Test               | Lang Park, Brisbane                            | 37 152    |
| 340. | 22 novembre 2008  | Nouvelle-Zélande          | 20-34    | Coupe du monde           | Lang Park, Brisbane                            | 50 559    |
| 339. | 16 novembre 2008  | Fidji                     | 52-0     | Coupe du monde           | Sydney Football Stadium, Sydney                | 15 855    |
| 338. | 9 novembre 2008   | Papouasie-Nouvelle-Guinée | 46-6     | Coupe du monde           | Willows Sports Complex, Townsville             | 16 239    |
| 337. | 2 novembre 2008   | Angleterre                | 52-4     | Coupe du monde           | Docklands Stadium, Melbourne                   | 36 927    |
| 336. | 25 octobre 2008   | Nouvelle-Zélande          | 30-6     | Coupe du monde           | Sydney Football Stadium, Sydney                | 34 157    |
| 335. | 9 mai 2008        | Nouvelle-Zélande          | 28-12    | ANZAC Test               | Sydney Cricket Ground, Sydney                  | 34 571    |
| 334. | 13 octobre 2007   | Nouvelle-Zélande          | 58-0     | Amical                   | Wellington Stadium, Wellington                 | 16 681    |
| 333. | 20 avril 2007     | Nouvelle-Zélande          | 30-6     | ANZAC Test               | Lang Park, Brisbane                            | 35 241    |
| 332. | 25 novembre 2006  | Nouvelle-Zélande          | 16-12    | Tri-Nations              | Sydney Football Stadium, Sydney                | 27 325    |
| 331. | 18 novembre 2006  | Grande-Bretagne           | 33-10    | Tri-Nations              | Lang Park, Brisbane                            | 44 258    |
| 330. | 4 novembre 2006   | Grande-Bretagne           | 12-23    | Tri-Nations              | Sydney Football Stadium, Sydney                | 24 953    |
| 329. | 21 octobre 2006   | Nouvelle-Zélande          | 20-15    | Tri-Nations              | Docklands Stadium, Melbourne                   | 30 732    |
| 328. | 14 octobre 2006   | Nouvelle-Zélande          | 30-18    | Tri-Nations              | Mount Smart Stadium, Auckland                  | 17 887    |
| 327. | 5 mai 2006        | Nouvelle-Zélande          | 50-12    | ANZAC Test               | Lang Park, Brisbane                            | 44 191    |
| 326. | 26 novembre 2005  | Nouvelle-Zélande          | 0-24     | Tri-Nations              | Elland Road, Leeds                             | 26 514    |
| 325. | 19 novembre 2005  | Grande-Bretagne           | 26-14    | Tri-Nations              | KC Stadium, Hull                               | 25 150    |
| 324. | 13 novembre 2005  | France                    | 44-12    | Amical                   | Stade Aimé Giral, Perpignan                    | 7 913     |
| 323. | 6 novembre 2005   | Grande-Bretagne           | 26-6     | Tri-Nations              | JJB Stadium, Wigan                             | 25 004    |
| 322. | 21 octobre 2005   | Nouvelle-Zélande          | 28-26    | Tri-Nations              | Mount Smart Stadium, Auckland                  | 16 258    |
| 321. | 15 octobre 2005   | Nouvelle-Zélande          | 28-38    | Tri-Nations              | Stadium Australia, Sydney                      | 28 255    |
| 320. | 22 avril 2005     | Nouvelle-Zélande          | 32-16    | ANZAC Test               | Lang Park, Brisbane                            | 40 317    |
| -.   | 1er décembre 2004 | États-Unis                | 36-24    | Exhibition               | Franklin Field, Philadelphie                   | 10 000    |
| 319. | 27 novembre 2004  | Grande-Bretagne           | 44-4     | Tri-Nations              | Elland Road, Leeds                             | 39 200    |
| 318. | 21 novembre 2004  | France                    | 52-30    | Amical                   | Stade Ernest-Wallon, Toulouse                  | 10 000    |
| 317. | 13 novembre 2004  | Grande-Bretagne           | 12-24    | Tri-Nations              | JJB Stadium, Wigan                             | 25 004    |
| 316. | 30 octobre 2004   | Grande-Bretagne           | 12-8     | Tri-Nations              | City of Manchester Stadium, Manchester         | 38 572    |
| 315. | 23 octobre 2004   | Nouvelle-Zélande          | 32-12    | Tri-Nations              | Loftus Road, Londres                           | 16 725    |
| 314. | 16 octobre 2004   | Nouvelle-Zélande          | 16-16    | Tri-Nations              | North Harbour Stadium, Auckland                | 19 118    |
| 313. | 23 avril 2004     | Nouvelle-Zélande          | 37-10    | ANZAC Test               | Newcastle Sports Centre, Newcastle             | 21 537    |
| 312. | 21 novembre 2003  | Grande-Bretagne           | 18-12    | Tournée automnale        | Galpharm Stadium, Huddersfield                 | 24 163    |
| 311. | 14 novembre 2003  | Grande-Bretagne           | 23-20    | Tournée automnale        | KC Stadium, Hull                               | 25 147    |
| 310. | 7 novembre 2003   | Grande-Bretagne           | 22-18    | Tournée automnale        | JJB Stadium, Wigan                             | 24 614    |
| -.   | 2 novembre 2003   | Pays de Galles            | 76-4     | Tournée automnale        | Brewery Field, Bridgend                        | 3 112     |
| 309. | 18 octobre 2003   | Nouvelle-Zélande          | 16-30    | Amical                   | North Harbour Stadium, Auckland                | 21 926    |
| 308. | 25 juillet 2003   | Nouvelle-Zélande          | 48-6     | Amical                   | Sydney Football Stadium, Sydney                | 30 605    |
| 307. | 12 octobre 2002   | Nouvelle-Zélande          | 32-24    | Amical                   | Wellington Stadium, Wellington                 | 25 015    |
| 306. | 12 juillet 2002   | Grande-Bretagne           | 64-10    | Amical                   | Sydney Football Stadium, Sydney                | 31 844    |
| 305. | 24 novembre 2001  | Grande-Bretagne           | 28-8     | Tournée automnale        | JJB Stadium, Wigan                             | 25 011    |
| 304. | 17 novembre 2001  | Grande-Bretagne           | 40-12    | Tournée automnale        | Reebok Stadium, Bolton                         | 22 152    |
| 303. | 11 novembre 2001  | Grande-Bretagne           | 12-20    | Tournée automnale        | Galpharm Stadium, Huddersfield                 | 21 758    |
| 302. | 7 octobre 2001    | Papouasie-Nouvelle-Guinée | 54-12    | Tournée automnale        | Lloyd Robson Oval, Port Moresby                | 16 000    |
| 301. | 13 juillet 2001   | Nouvelle-Zélande          | 28-10    | Amical                   | Wellington Stadium, Wellington                 | 26 580    |
| 300. | 25 novembre 2000  | Nouvelle-Zélande          | 40-12    | Coupe du monde           | Old Trafford, Manchester                       | 44 329    |
| 299. | 19 novembre 2000  | Pays de Galles            | 46-22    | Coupe du monde           | McAlpine Stadium, Huddersfield                 | 8 114     |
| 298. | 11 novembre 2000  | Samoa                     | 66-10    | Coupe du monde           | Vicarage Road, Watford                         | 36 927    |
| 297. | 4 novembre 2000   | Russie                    | 110-4    | Coupe du monde           | The Boulevard, Hull                            | 3 444     |
| 296. | 1er novembre 2000 | Fidji                     | 66-8     | Coupe du monde           | Gateshead International Stadium, Gateshead     | 4 167     |
| 295. | 28 octobre 2000   | Angleterre                | 22-2     | Coupe du monde           | Twickenham Stadium, Londres                    | 32 758    |
| 294. | 7 octobre 2000    | Papouasie-Nouvelle-Guinée | 82-0     | Amical                   | Willows Sports Complex, Townsville             | 21 000    |
| 293. | 21 avril 2000     | Nouvelle-Zélande          | 52-0     | ANZAC Test               | Stadium Australia, Sydney                      | 26 023    |
| 292. | 5 novembre 1999   | Nouvelle-Zélande          | 22-20    | Tri-Nations              | Mount Smart Stadium, Auckland                  | 21 204    |
| 291. | 22 octobre 1999   | Grande-Bretagne           | 42-6     | Tri-Nations              | Lang Park, Brisbane                            | 12 511    |
| 290. | 15 octobre 1999   | Nouvelle-Zélande          | 22-24    | Tri-Nations              | Mount Smart Stadium, Auckland                  | 22 131    |
| 289. | 23 avril 1999     | Nouvelle-Zélande          | 20-14    | ANZAC Test               | Stadium Australia, Sydney                      | 30 245    |
| 288. | 16 octobre 1998   | Nouvelle-Zélande          | 36-16    | Amical                   | North Harbour Stadium, Auckland                | 18 501    |
| 287. | 9 octobre 1998    | Nouvelle-Zélande          | 30-12    | Amical                   | Lang Park, Brisbane                            | 30 245    |
| 286. | 24 avril 1998     | Nouvelle-Zélande          | 16-22    | ANZAC Test               | North Harbour Stadium , Auckland               | 24 620    |
| 285. | 11 juillet 1997   | Reste du monde            | 28-8     | Amical                   | Lang Park, Brisbane                            | 14 927    |
| 284. | 6 octobre 1996    | Papouasie-Nouvelle-Guinée | 52-8     | Amical                   | Lloyd Robson Oval, Port Moresby                | 15 000    |
| 283. | 12 juillet 1996   | Fidji                     | 84-14    | Amical                   | Newcastle Sports Centre, Newcastle             | 19 000    |
| 282. | 28 octobre 1995   | Angleterre                | 16-8     | Coupe du monde           | Wembley Stadium, Londres                       | 66 540    |
| 281. | 28 octobre 1995   | Nouvelle-Zélande          | 30-20    | Coupe du monde           | McAlpine Stadium, Huddersfield                 | 16 608    |
| 280. | 28 octobre 1995   | Fidji                     | 66-0     | Coupe du monde           | McAlpine Stadium, Huddersfield                 | 7 127     |
| 279. | 28 octobre 1995   | Afrique du Sud            | 86-6     | Coupe du monde           | Gateshead International Stadium, Gateshead     | 9 191     |
| 278. | 28 octobre 1995   | Angleterre                | 16-20    | Coupe du monde           | Wembley Stadium, Londres                       | 41 271    |
| 277. | 14 juillet 1995   | Nouvelle-Zélande          | 46-10    | Test-match               | Lang Park, Brisbane                            | 20 803    |
| 276. | 7 juillet 1995    | Nouvelle-Zélande          | 20-10    | Test-match               | Sydney Football Stadium , Sydney               | 27 568    |
| 275. | 23 juin 1995      | Nouvelle-Zélande          | 26-8     | Test-match               | Lang Park, Brisbane                            | 25 304    |
| 274. | 4 décembre 1994   | France                    | 74-0     | Tournée automnale        | Stade de la Méditerranée, Béziers              | 8 000     |
| 273. | 20 novembre 1994  | Grande-Bretagne           | 23-4     | Tournée automnale        | Elland Road, Leeds                             | 38 486    |
| 272. | 5 novembre 1994   | Grande-Bretagne           | 38-8     | Tournée automnale        | Old Trafford, Manchester                       | 43 930    |
| .    | 30 octobre 1994   | Pays de Galles            | 46-4     | Tournée automnale        | Ninian Park, Cardiff                           | 8 729     |
| 271. | 22 octobre 1994   | Grande-Bretagne           | 4-8      | Tournée automnale        | Wembley Stadium, Londres                       | 57 034    |
| 270. | 6 juillet 1994    | France                    | 58-0     | Amical                   | Parramatta Stadium, Sydney                     | 27 318    |
| 269. | 30 juin 1993      | Nouvelle-Zélande          | 16-4     | Test-match               | Lang Park, Brisbane                            | 31 000    |
| 268. | 25 juin 1993      | Nouvelle-Zélande          | 16-8     | Test-match               | Palmerston North Showgrounds, Palmerston North | 19 000    |
| 267. | 20 juin 1993      | Nouvelle-Zélande          | 14-14    | Test-match               | Mount Smart Stadium, Auckland                  | 22 994    |
| 266. | 24 octobre 1992   | Grande-Bretagne           | 10-6     | Coupe du monde           | Wembley Stadium, Londres                       | 73 761    |
| 265. | 15 juillet 1992   | Papouasie-Nouvelle-Guinée | 36-14    | Coupe du monde           | Townsville Sports Reserve, Townsville          | 12 470    |
| 264. | 3 juillet 1992    | Grande-Bretagne           | 16-10    | Tournée britannique      | Lang Park, Brisbane                            | 32 313    |
| 263. | 26 juin 1992      | Grande-Bretagne           | 10-33    | Tournée britannique      | Princes Park, Melbourne                        | 31 005    |
| 262. | 12 juin 1992      | Grande-Bretagne           | 22-6     | Tournée britannique      | Sydney Football Stadium, Sydney                | 40 141    |
| 261. | 13 octobre 1991   | Papouasie-Nouvelle-Guinée | 40-6     | Coupe du monde           | Lloyd Robson Oval, Port Moresby                | 14 500    |
| 260. | 6 octobre 1991    | Papouasie-Nouvelle-Guinée | 58-2     | Tournée automnale        | Danny Leahy Oval, Goroka                       | 13 000    |
| 259. | 31 juillet 1991   | Nouvelle-Zélande          | 40-12    | Coupe du monde           | Lang Park, Brisbane                            | 26 200    |
| 258. | 24 juillet 1991   | Nouvelle-Zélande          | 44-0     | Test-match               | Sydney Football Stadium, Sydney                | 34 911    |
| 257. | 3 juillet 1991    | Nouvelle-Zélande          | 8-24     | Test-match               | Olympic Park Stadium, Melbourne                | 26 900    |
| 256. | 9 décembre 1990   | France                    | 34-10    | Coupe du monde           | Stade Aimé Giral, Perpignan                    | 2 000     |
| 255. | 2 décembre 1990   | France                    | 60-4     | Tournée automnale        | Parc de Sports, Avignon                        | 3 000     |
| 254. | 24 novembre 1990  | Grande-Bretagne           | 14-0     | Coupe du monde           | Elland Road, Leeds                             | 32 500    |
| 253. | 10 novembre 1990  | Grande-Bretagne           | 14-10    | Tournée automnale        | Old Trafford, Manchester                       | 46 615    |
| 252. | 27 octobre 1990   | Grande-Bretagne           | 12-19    | Tournée automnale        | Wembley Stadium, Londres                       | 52 274    |
| 251. | 19 août 1990      | Nouvelle-Zélande          | 24-6     | Amical                   | Athletic Park, Wellington                      | 25 000    |
| 250. | 27 juin 1990      | France                    | 34-2     | Coupe du monde           | Pioneer Oval, Parkes                           | 12 384    |
| 249. | 23 juillet 1989   | Nouvelle-Zélande          | 22-14    | Coupe du monde           | Mount Smart Stadium, Auckland                  | 15 000    |
| 248. | 16 juillet 1989   | Nouvelle-Zélande          | 8-0      | Test-match               | Rotorua International Stadium, Rotorua         | 26 000    |
| 247. | 10 juillet 1989   | Nouvelle-Zélande          | 26-6     | Test-match               | Queen Elizabeth II Park, Christchurch          | 17 000    |
| 246. | 9 octobre 1988    | Nouvelle-Zélande          | 25-12    | Coupe du monde           | Eden Park, Auckland                            | 47 329    |
| .    | 27 juillet 1988   | Reste du monde            | 22-10    | Amical                   | Sydney Cricket Ground, Sydney                  | 15 301    |
| 245. | 20 juillet 1988   | Papouasie-Nouvelle-Guinée | 70-8     | Coupe du monde           | Eric Weissel Oval, Wagga Wagga                 | 11 685    |
| 244. | 9 juillet 1988    | Grande-Bretagne           | 12-26    | Coupe du monde           | Sydney Football Stadium, Sydney                | 15 944    |
| 243. | 28 juin 1988      | Grande-Bretagne           | 34-14    | Tournée britannique      | Lang Park, Brisbane                            | 27 130    |
| 242. | 11 juin 1988      | Grande-Bretagne           | 17-6     | Tournée britannique      | Sydney Football Stadium, Sydney                | 24 480    |
| 241. | 21 juillet 1987   | Nouvelle-Zélande          | 6-13     | Amical                   | Lang Park, Brisbane                            | 16 500    |
| 240. | 13 décembre 1986  | France                    | 52-0     | Coupe du monde           | Stade Albert-Domec, Carcassonne                | 5 000     |
| 239. | 30 novembre 1986  | France                    | 44-2     | Tournée automnale        | Stade Gilbert Brutus, Perpignan                | 6 000     |
| 238. | 22 novembre 1986  | Grande-Bretagne           | 24-15    | Coupe du monde           | Central Park, Wigan                            | 20 169    |
| 237. | 8 novembre 1986   | Grande-Bretagne           | 34-4     | Tournée automnale        | Elland Road, Leeds                             | 30 808    |
| 236. | 25 octobre 1986   | Grande-Bretagne           | 38-16    | Tournée automnale        | Old Trafford, Manchester                       | 50 583    |
| 235. | 4 octobre 1986    | Papouasie-Nouvelle-Guinée | 62-12    | Coupe du monde           | Lloyd Robson Oval, Port Moresby                | 17 000    |
| 234. | 29 juillet 1986   | Nouvelle-Zélande          | 32-12    | Coupe du monde           | Lang Park, Brisbane                            | 22 811    |
| 233. | 19 juillet 1986   | Nouvelle-Zélande          | 29-12    | Amical                   | Sydney Cricket Ground, Sydney                  | 34 302    |
| 232. | 6 juillet 1986    | Nouvelle-Zélande          | 22-8     | Amical                   | Carlaw Park, Auckland                          | 14 566    |
| 231. | 7 juillet 1985    | Nouvelle-Zélande          | 0-18     | Coupe du monde           | Carlaw Park, Auckland                          | 15 327    |
| 230. | 30 juin 1985      | Nouvelle-Zélande          | 10-6     | Amical                   | Carlaw Park, Auckland                          | 19 132    |
| 229. | 18 juin 1985      | Nouvelle-Zélande          | 26-20    | Amical                   | Lang Park, Brisbane                            | 22 000    |
| 228. | 7 juillet 1984    | Grande-Bretagne           | 20-7     | Tournée britannique      | Sydney Cricket Ground, Sydney                  | 18 756    |
| 227. | 30 juin 1984      | Grande-Bretagne           | 18-6     | Tournée britannique      | Lang Park, Brisbane                            | 26 534    |
| 226. | 12 juin 1984      | Grande-Bretagne           | 25-8     | Tournée britannique      | Sydney Cricket Ground, Sydney                  | 30 190    |
| 225. | 9 juillet 1983    | Nouvelle-Zélande          | 12-19    | Amical                   | Lang Park, Brisbane                            | 15 000    |
| 224. | 12 juin 1983      | Nouvelle-Zélande          | 16-4     | Amical                   | Carlaw Park, Auckland                          | 18 000    |
| 223. | 18 décembre 1982  | France                    | 23-9     | Tournée automnale        | Stade de l'Egassiairal, Narbonne               | 7 000     |
| 222. | 5 décembre 1982   | France                    | 15-4     | Tournée automnale        | Parc de Sports, Avignon                        | 8 000     |
| 221. | 28 novembre 1982  | Grande-Bretagne           | 32-8     | Tournée automnale        | Headingley Rugby Stadium, Leeds                | 17 318    |
| 220. | 22 novembre 1982  | Grande-Bretagne           | 27-6     | Tournée automnale        | Central Park, Wigan                            | 23 126    |
| 219. | 30 octobre 1982   | Grande-Bretagne           | 40-4     | Tournée automnale        | Boothferry Park, Hull                          | 26 771    |
| .    | 24 octobre 1982   | Pays de Galles            | 37-7     | Tournée automnale        | Ninian Park, Cardiff                           | 5 617     |
| 218. | 2 octobre 1982    | Papouasie-Nouvelle-Guinée | 38-2     | Tournée automnale        | Lloyd Robson Oval, Port Moresby                | 15 000    |
| 217. | 17 juillet 1982   | Nouvelle-Zélande          | 20-2     | Amical                   | Sydney Cricket Ground, Sydney                  | 16 775    |
| 216. | 3 juillet 1982    | Nouvelle-Zélande          | 11-8     | Amical                   | Lang Park, Brisbane                            | 11 400    |
| 215. | 18 juillet 1981   | France                    | 17-2     | Amical                   | Lang Park, Brisbane                            | 14 000    |
| 214. | 4 juillet 1981    | France                    | 43-3     | Amical                   | Sydney Cricket Ground, Sydney                  | 16 227    |
| 213. | 15 juin 1980      | Nouvelle-Zélande          | 15-6     | Amical                   | Carlaw Park, Auckland                          | 9 706     |
| .    | 4 juin 1980       | Māori de Nouvelle-Zélande | 10-10    | Amical                   | Carlaw Park, Auckland                          | 5 000     |
| 212. | 1er juin 1980     | Nouvelle-Zélande          | 17-6     | Amical                   | Carlaw Park, Auckland                          | 12 321    |
| 211. | 14 juillet 1979   | Grande-Bretagne           | 21-7     | Test match               | Sydney Cricket Ground, Sydney                  | 16 844    |
| 210. | 30 juin 1979      | Grande-Bretagne           | 24-16    | Test match               | Sydney Cricket Ground, Sydney                  | 26 857    |
| 209. | 16 juin 1979      | Grande-Bretagne           | 35-0     | Test match               | Lang Park, Brisbane                            | 23 000    |
| 208. | 10 décembre 1978  | France                    | 10-11    | Tournée automnale        | Stadium, Toulouse                              | 7 060     |
| 207. | 26 novembre 1978  | France                    | 10-13    | Tournée automnale        | Stade Albert-Domec, Carcassonne                | 7 000     |
| 206. | 18 novembre 1978  | Grande-Bretagne           | 23-6     | Tournée automnale        | Headingley Rugby Stadium, Leeds                | 29 627    |
| 205. | 5 novembre 1978   | Grande-Bretagne           | 14-18    | Tournée automnale        | Odsal Stadium, Bradford                        | 26 447    |
| 204. | 15 octobre 1978   | Grande-Bretagne           | 15-9     | Tournée automnale        | Central Park, Wigan                            | 17 644    |
| 203. | 22 juillet 1978   | Nouvelle-Zélande          | 33-16    | Amical                   | Sydney Cricket Ground, Sydney                  | 6 541     |
| 202. | 15 juillet 1978   | Nouvelle-Zélande          | 38-7     | Amical                   | Lang Park, Brisbane                            | 14 000    |
| 201. | 24 juin 1978      | Nouvelle-Zélande          | 24-2     | Amical                   | Sydney Cricket Ground, Sydney                  | 16 577    |
| 200. | 24 juin 1977      | Grande-Bretagne           | 13-12    | Coupe du monde           | Sydney Cricket Ground, Sydney                  | 24 457    |
| 199. | 24 juin 1977      | Grande-Bretagne           | 19-5     | Coupe du monde           | Lang Park, Brisbane                            | 27 000    |
| 198. | 24 juin 1977      | France                    | 21-9     | Coupe du monde           | Sydney Cricket Ground, Sydney                  | 13 231    |
| 197. | 24 juin 1977      | Nouvelle-Zélande          | 27-12    | Coupe du monde           | Carlaw Park, Auckland                          | 18 000    |
| 196. | 26 novembre 1975  | Angleterre                | 25-0     | Coupe du monde           | Headingley Rugby Stadium, Leeds                | 7 727     |
| 195. | 1er novembre 1975 | Angleterre                | 13-16    | Coupe du monde           | Central Park, Wigan                            | 9 393     |
| 194. | 1er novembre 1975 | France                    | 41-2     | Coupe du monde           | Stade Gilbert-Brutus, Perpignan                | 10 440    |
| 193. | 26 octobre 1975   | Pays de Galles            | 18-6     | Coupe du monde           | St Helens Rugby and Cricket Ground, Swansea    | 11 112    |
| 192. | 27 septembre 1975 | Nouvelle-Zélande          | 24-8     | Coupe du monde           | Carlaw Park, Auckland                          | 20 000    |
| 191. | 28 juin 1975      | Angleterre                | 10-10    | Coupe du monde           | Sydney Cricket Ground, Sydney                  | 33 858    |
| 190. | 22 juin 1975      | France                    | 26-6     | Coupe du monde           | Lang Park, Brisbane                            | 9 000     |
| 189. | 14 juin 1975      | Pays de Galles            | 13-3     | Coupe du monde           | Sydney Cricket Ground, Sydney                  | 25 386    |
| 188. | 1er juin 1975     | Nouvelle-Zélande          | 36-8     | Coupe du monde           | Lang Park, Brisbane                            | 10 000    |
| 187. | 20 juillet 1974   | Grande-Bretagne           | 22-18    | Test match               | Sydney Cricket Ground, Sydney                  | 55 505    |
| 186. | 6 juillet 1974    | Grande-Bretagne           | 11-16    | Test match               | Sydney Cricket Ground, Sydney                  | 48 006    |
| 185. | 15 juin 1974      | Grande-Bretagne           | 12-6     | Test match               | Lang Park, Brisbane                            | 30 280    |
| 184. | 16 décembre 1973  | France                    | 14-3     | Tournée automnale        | Stadium, Toulouse                              | 5 000     |
| 183. | 9 décembre 1973   | France                    | 21-11    | Tournée automnale        | Stade Gilbert-Brutus, Perpignan                | 7 630     |
| 182. | 1er décembre 1973 | Grande-Bretagne           | 15-5     | Test match               | Wilderspool Stadium, Warrington                | 10 019    |
| 181. | 24 novembre 1973  | Grande-Bretagne           | 14-6     | Test match               | Headingley Rugby Stadium, Leeds                | 16 674    |
| 180. | 3 novembre 1973   | Grande-Bretagne           | 12-21    | Test match               | Wembley Stadium, Londres                       | 9 874     |
| 179. | 11 novembre 1972  | Grande-Bretagne           | 10-10    | Coupe du monde           | Stade Gerland, Lyon                            | 4 321     |
| 178. | 5 novembre 1972   | France                    | 31-9     | Coupe du monde           | Stadium, Toulouse                              | 10 332    |
| 177. | 1er novembre 1972 | Nouvelle-Zélande          | 9-5      | Coupe du monde           | Parc des Princes, Paris                        | 8 000     |
| 176. | 29 octobre 1972   | Grande-Bretagne           | 21-27    | Coupe du monde           | Stade Gilbert-Brutus, Perpignan                | 6 324     |
| 175. | 15 juillet 1972   | Nouvelle-Zélande          | 31-7     | Amical                   | Lang Park, Brisbane                            | 24 000    |
| 174. | 8 juillet 1972    | Nouvelle-Zélande          | 36-11    | Amical                   | Sydney Cricket Ground, Sydney                  | 29 714    |
| 173. | 26 juin 1971      | Nouvelle-Zélande          | 3-24     | Amical                   | Carlaw Park, Auckland                          | 13 917    |
| 172. | 7 novembre 1970   | Grande-Bretagne           | 12-7     | Coupe du monde           | Headingley Rugby Stadium, Leeds                | 18 776    |
| 171. | 1er novembre 1970 | France                    | 15-17    | Coupe du monde           | Odsal Stadium, Bradford                        | 6 215     |
| 170. | 24 octobre 1970   | Grande-Bretagne           | 4-11     | Coupe du monde           | Headingley Rugby Stadium, Leeds                | 15 084    |
| 169. | 21 octobre 1970   | Nouvelle-Zélande          | 47-11    | Coupe du monde           | Central Park, Wigan                            | 9 586     |
| 168. | 4 juillet 1970    | Grande-Bretagne           | 17-21    | Test match               | Sydney Cricket Ground, Sydney                  | 61 258    |
| 167. | 20 juin 1970      | Grande-Bretagne           | 7-28     | Test match               | Sydney Cricket Ground, Sydney                  | 60 962    |
| 166. | 6 juin 1970       | Grande-Bretagne           | 37-15    | Test match               | Lang Park, Brisbane                            | 42 807    |
| 165. | 7 juin 1969       | Nouvelle-Zélande          | 14-18    | Amical                   | Carlaw Park, Auckland                          | 9 848     |
| 164. | 1er juin 1969     | Nouvelle-Zélande          | 20-10    | Amical                   | Carlaw Park, Auckland                          | 13 375    |
| 163. | 10 juin 1968      | France                    | 20-2     | Coupe du monde           | Sydney Cricket Ground, Sydney                  | 54 290    |
| 162. | 8 juin 1968       | France                    | 37-4     | Coupe du monde           | Lang Park, Brisbane                            | 32 664    |
| 161. | 1er juin 1968     | Nouvelle-Zélande          | 31-12    | Coupe du monde           | Lang Park, Brisbane                            | 23 608    |
| 160. | 25 mai 1968       | Grande-Bretagne           | 25-10    | Coupe du monde           | Sydney Cricket Ground, Sydney                  | 5 193     |
| 159. | 7 janvier 1968    | France                    | 16-13    | Tournée automnale        | Stadium, Toulouse                              | 4 898     |
| 158. | 24 décembre 1967  | France                    | 10-3     | Tournée automnale        | Stade Albert-Domec, Carcassonne                | 4 971     |
| 157. | 17 décembre 1967  | France                    | 7-7      | Tournée automnale        | Stade Vélodrome, Marseille                     | 5 193     |
| 156. | 9 décembre 1967   | Grande-Bretagne           | 11-3     | Tournée automnale        | Station Road, Swinton                          | 13 615    |
| 155. | 3 novembre 1967   | Grande-Bretagne           | 11-16    | Tournée automnale        | White City Stadium, Londres                    | 17 445    |
| 154. | 21 octobre 1967   | Grande-Bretagne           | 11-16    | Tournée automnale        | Headingley Rugby Stadium, Leeds                | 22 293    |
| 153. | 8 juillet 1967    | Nouvelle-Zélande          | 13-9     | Test match               | Sydney Cricket Ground, Sydney                  | 27 530    |
| 152. | 1er juillet 1967  | Nouvelle-Zélande          | 35-22    | Test match               | Lang Park, Brisbane                            | 30 122    |
| 151. | 10 juin 1967      | Nouvelle-Zélande          | 22-13    | Test match               | Sydney Cricket Ground, Sydney                  | 33 416    |
| 150. | 23 juillet 1966   | Grande-Bretagne           | 19-14    | Test match               | Sydney Cricket Ground, Sydney                  | 63 505    |
| 149. | 16 juillet 1966   | Grande-Bretagne           | 6-4      | Test match               | Lang Park, Brisbane                            | 45 057    |
| 148. | 25 juin 1966      | Grande-Bretagne           | 13-17    | Test match               | Sydney Cricket Ground, Sydney                  | 57 962    |
| 147. | 26 juin 1965      | Nouvelle-Zélande          | 5-7      | Test match               | Carlaw Park, Auckland                          | 11 385    |
| 146. | 19 juin 1965      | Nouvelle-Zélande          | 13-8     | Test match               | Carlaw Park, Auckland                          | 13 295    |
| 145. | 18 juillet 1964   | France                    | 35-9     | Tournée française        | Sydney Cricket Ground, Sydney                  | 16 731    |
| 144. | 4 juillet 1964    | France                    | 27-2     | Tournée française        | Lang Park, Brisbane                            | 20 076    |
| 143. | 13 juin 1964      | France                    | 20-6     | Tournée française        | Sydney Cricket Ground, Sydney                  | 20 070    |
| 142. | 18 janvier 1964   | France                    | 16-8     | Tournée automnale        | Parc des Princes, Paris                        | 5 979     |
| 141. | 22 décembre 1963  | France                    | 21-9     | Tournée automnale        | Stadium, Toulouse                              | 6 932     |
| 140. | 8 décembre 1963   | France                    | 5-8      | Tournée automnale        | Stade Chaban-Delmas, Bordeaux                  | 4 261     |
| 139. | 30 novembre 1963  | Grande-Bretagne           | 5-16     | Tournée automnale        | Headingley Rugby Stadium, Leeds                | 20 947    |
| 138. | 9 novembre 1963   | Grande-Bretagne           | 50-12    | Tournée automnale        | Station Road, Swinton                          | 30 833    |
| 137. | 16 octobre 1963   | Grande-Bretagne           | 28-2     | Tournée automnale        | Wembley Stadium, Londres                       | 13 946    |
| 136. | 27 juillet 1963   | Afrique du Sud            | 54-21    | Tournée sud-africaine    | Sydney Cricket Ground, Sydney                  | 16 995    |
| 135. | 20 juillet 1963   | Afrique du Sud            | 34-6     | Tournée sud-africaine    | Lang Park, Brisbane                            | 10 210    |
| 134. | 29 juin 1963      | Nouvelle-Zélande          | 18-17    | Test match               | Sydney Cricket Ground, Sydney                  | 45 657    |
| 133. | 22 juin 1963      | Nouvelle-Zélande          | 13-16    | Test match               | Lang Park, Brisbane                            | 30 748    |
| 132. | 7 juin 1963       | Nouvelle-Zélande          | 7-3      | Test match               | Sydney Cricket Ground, Sydney                  | 48 330    |
| 131. | 14 juillet 1962   | Grande-Bretagne           | 18-17    | Tournée britannique      | Sydney Cricket Ground, Sydney                  | 42 104    |
| 130. | 30 juin 1962      | Grande-Bretagne           | 10-17    | Tournée britannique      | Lang Park, Brisbane                            | 34 766    |
| 129. | 9 juin 1962       | Grande-Bretagne           | 12-31    | Tournée britannique      | Sydney Cricket Ground, Sydney                  | 70 174    |
| 128. | 8 juillet 1961    | Nouvelle-Zélande          | 10-8     | Tournée australienne     | Carlaw Park, Auckland                          | 12 424    |
| 127. | 1er juillet 1961  | Nouvelle-Zélande          | 10-12    | Tournée australienne     | Carlaw Park, Auckland                          | 11 485    |
| .    | 17 juin 1961      | Māori de Nouvelle-Zélande | 25-13    | Amical                   | Rotorua International Stadium, Rotorua         | 1 787     |
| 126. | 8 octobre 1960    | Grande-Bretagne           | 3-10     | Coupe du monde           | Odsal Stadium, Bradford                        | 35 023    |
| 125. | 1er octobre 1960  | Nouvelle-Zélande          | 21-15    | Coupe du monde           | Headingley Rugby Stadium, Leeds                | 10 773    |
| 124. | 24 septembre 1960 | France                    | 13-12    | Coupe du monde           | Central Park, Wigan                            | 20 278    |
| 123. | 16 juillet 1960   | France                    | 5-7      | Tournée française        | Sydney Cricket Ground, Sydney                  | 29 127    |
| 122. | 2 juillet 1960    | France                    | 56-6     | Tournée française        | Lang Park, Brisbane                            | 32 644    |
| 121. | 11 juin 1960      | France                    | 8-8      | Tournée française        | Sydney Cricket Ground, Sydney                  | 49 868    |
| .    | 24 janvier 1960   | Italie                    | 67-22    | Tournée australienne     | Stadio Omobono Tenni, Trévise                  | 3 105     |
| .    | 23 janvier 1960   | Italie                    | 37-15    | Tournée australienne     | Stadio Euganeo, Padoue                         | 3 500     |
| 120. | 20 janvier 1960   | France                    | 16-8     | Tournée australienne     | Parc des Sports, Roanne                        | 3 437     |
| 119. | 20 décembre 1959  | France                    | 17-12    | Tournée australienne     | Stade Chaban-Delmas, Bordeaux                  | 8 848     |
| 118. | 12 décembre 1959  | Grande-Bretagne           | 12-18    | Tournée australienne     | Central Park, Wigan                            | 26 086    |
| 117. | 21 novembre 1959  | Grande-Bretagne           | 10-11    | Tournée australienne     | Headingley Rugby Stadium, Leeds                | 30 184    |
| 116. | 31 octobre 1959   | France                    | 20-19    | Tournée australienne     | Stade Pershing, Paris                          | 9 864     |
| 115. | 17 octobre 1959   | Grande-Bretagne           | 22-14    | Tournée australienne     | Station Road, Swinton                          | 35 224    |
| 114. | 4 juillet 1959    | Nouvelle-Zélande          | 12-28    | Tournée néo-zélandaise   | Sydney Cricket Ground, Sydney                  | 31 629    |
| 113. | 27 juin 1959      | Nouvelle-Zélande          | 28-10    | Tournée néo-zélandaise   | Brisbane Exhibition, Brisbane                  | 30 994    |
| 112. | 13 juin 1959      | Nouvelle-Zélande          | 9-8      | Tournée néo-zélandaise   | Sydney Cricket Ground, Sydney                  | 38 613    |
| 111. | 19 juillet 1958   | Grande-Bretagne           | 17-40    | Tournée britannique      | Sydney Cricket Ground, Sydney                  | 68 720    |
| 110. | 5 juillet 1958    | Grande-Bretagne           | 18-25    | Tournée britannique      | Brisbane Exhibition, Brisbane                  | 33 563    |
| 109. | 14 juin 1958      | Grande-Bretagne           | 25-8     | Tournée britannique      | Sydney Cricket Ground, Sydney                  | 68 777    |
| 108. | 29 juin 1957      | Reste du monde            | 20-11    | Amical                   | Sydney Cricket Ground, Sydney                  | 30 675    |
| 107. | 22 juin 1957      | France                    | 26-9     | Coupe du monde           | Sydney Cricket Ground, Sydney                  | 35 158    |
| 106. | 17 juin 1957      | Grande-Bretagne           | 31-6     | Coupe du monde           | Sydney Cricket Ground, Sydney                  | 57 995    |
| 105. | 15 juin 1957      | Nouvelle-Zélande          | 25-5     | Coupe du monde           | Brisbane Cricket Ground, Brisbane              | 29 636    |
| 104. | 3 janvier 1957    | France                    | 25-21    | Tournée australienne     | Sydney Cricket Ground, Sydney                  | 5 748     |
| 103. | 23 décembre 1956  | France                    | 10-6     | Tournée australienne     | Sydney Cricket Ground, Sydney                  | 11 379    |
| 102. | 15 décembre 1956  | Grande-Bretagne           | 0-19     | Tournée australienne     | Sydney Cricket Ground, Sydney                  | 17 542    |
| 101. | 1er décembre 1956 | Grande-Bretagne           | 22-9     | Tournée australienne     | Sydney Cricket Ground, Sydney                  | 23 634    |
| 100. | 17 novembre 1956  | Grande-Bretagne           | 10-21    | Tournée australienne     | Central Park, Wigan                            | 22 473    |
| 99.  | 1er novembre 1956 | France                    | 15-8     | Tournée australienne     | Sydney Cricket Ground, Sydney                  | 10 789    |
| 98.  | 30 juin 1956      | Nouvelle-Zélande          | 31-14    | Tournée néo-zélandaise   | Sydney Cricket Ground, Sydney                  | 49 735    |
| 97.  | 23 juin 1956      | Nouvelle-Zélande          | 8-2      | Tournée néo-zélandaise   | Brisbane Exhibition, Brisbane                  | 28 361    |
| 96.  | 9 juin 1956       | Nouvelle-Zélande          | 12-9     | Tournée néo-zélandaise   | Sydney Cricket Ground, Sydney                  | 46 766    |
| 95.  | 23 juillet 1955   | France                    | 20-8     | Tournée française        | Sydney Cricket Ground, Sydney                  | 67 748    |
| 94.  | 2 juillet 1955    | France                    | 28-29    | Tournée française        | Brisbane Cricket Ground, Brisbane              | 45 745    |
| 93.  | 11 juin 1955      | France                    | 5-8      | Tournée française        | Sydney Cricket Ground, Sydney                  | 62 458    |
| .    | 19 novembre 1954  | Nouvelle-Zélande          | 18-5     | Amical                   | Hilton Park, Leigh                             | 6 000     |
| 92.  | 11 novembre 1954  | France                    | 5-15     | Coupe du monde           | Stade Marcel-Saupin, Nantes                    | 13 000    |
| 91.  | 7 novembre 1954   | Nouvelle-Zélande          | 34-15    | Coupe du monde           | Stade Vélodrome, Marseille                     | 20 000    |
| 90.  | 31 octobre 1954   | Grande-Bretagne           | 12-28    | Coupe du monde           | Stade Gerland, Lyon                            | 10 250    |
| 89.  | 17 juillet 1954   | Grande-Bretagne           | 20-16    | Tournée britannique      | Sydney Cricket Ground, Sydney                  | 67 577    |
| 88.  | 4 juillet 1954    | Grande-Bretagne           | 21-38    | Tournée britannique      | Brisbane Cricket Ground, Brisbane              | 46 355    |
| 87.  | 12 juin 1954      | Grande-Bretagne           | 37-12    | Tournée britannique      | Sydney Cricket Ground, Sydney                  | 65 885    |
| 86.  | 18 juillet 1953   | Nouvelle-Zélande          | 18-16    | Amical                   | Carlaw Park, Auckland                          | 16 033    |
| 85.  | 4 juillet 1953    | Nouvelle-Zélande          | 11-12    | Amical                   | Bain Reserve, Wellington                       | 5 394     |
| 84.  | 27 juin 1953      | Nouvelle-Zélande          | 5-25     | Amical                   | Addington Showgrounds, Christchurch            | 5 509     |
| 83.  | 25 janvier 1953   | France                    | 5-13     | Tournée australienne     | Stade Gerland, Lyon                            | 17 545    |
| 82.  | 11 janvier 1953   | France                    | 0-5      | Tournée australienne     | Stade Chaban-Delmas, Bordeaux                  | 23 419    |
| 81.  | 27 décembre 1952  | France                    | 16-12    | Tournée australienne     | Stade Pershing, Paris                          | 18 327    |
| 80.  | 13 décembre 1952  | Grande-Bretagne           | 27-7     | Tournée australienne     | Odsal Stadium, Bradford                        | 30 509    |
| 79.  | 9 novembre 1952   | Grande-Bretagne           | 5-21     | Tournée australienne     | Station Road, Swinton                          | 32 421    |
| 78.  | 4 octobre 1952    | Grande-Bretagne           | 6-19     | Tournée australienne     | Headingley Rugby Stadium, Leeds                | 34 505    |
| 77.  | 2 juillet 1952    | Nouvelle-Zélande          | 9-19     | Tournée néo-zélandaise   | Sydney Cricket Ground, Sydney                  | 44 916    |
| 76.  | 28 juin 1952      | Nouvelle-Zélande          | 25-49    | Tournée néo-zélandaise   | Brisbane Cricket Ground, Brisbane              | 29 245    |
| 75.  | 9 juin 1952       | Nouvelle-Zélande          | 25-13    | Tournée néo-zélandaise   | Sydney Cricket Ground, Sydney                  | 56 376    |
| 74.  | 21 juillet 1951   | France                    | 14-35    | Tournée française        | Sydney Cricket Ground, Sydney                  | 67 005    |
| 73.  | 30 juin 1951      | France                    | 23-11    | Tournée française        | Brisbane Cricket Ground, Brisbane              | 35 000    |
| 72.  | 11 juin 1951      | France                    | 15-26    | Tournée française        | Sydney Cricket Ground, Sydney                  | 60 160    |
| 71.  | 22 juillet 1950   | Grande-Bretagne           | 5-2      | Tournée britannique      | Sydney Cricket Ground, Sydney                  | 45 178    |
| 70.  | 1er juillet 1950  | Grande-Bretagne           | 15-3     | Tournée britannique      | Brisbane Cricket Ground, Brisbane              | 35 000    |
| 69.  | 12 juin 1950      | Grande-Bretagne           | 4-6      | Tournée britannique      | Sydney Cricket Ground, Sydney                  | 47 215    |
| 68.  | 8 octobre 1949    | Nouvelle-Zélande          | 31-10    | Amical                   | Carlaw Park, Auckland                          | 12 361    |
| .    | 28 septembre 1949 | Māori de Nouvelle-Zélande | 33-0     | Amical                   | Pukekura Park, New Plymouth                    | 1 827     |
| 67.  | 17 septembre 1949 | Nouvelle-Zélande          | 21-26    | Amical                   | Basin Reserve, Wellington                      | 7 737     |
| 66.  | 29 janvier 1949   | Grande-Bretagne           | 9-23     | Tournée australienne     | Odsal Stadium, Bradford                        | 42 000    |
| 65.  | 23 janvier 1949   | France                    | 10-0     | Tournée australienne     | Stade Chaban-Delmas, Bordeaux                  | 17 365    |
| 64.  | 9 janvier 1949    | France                    | 29-10    | Tournée australienne     | Stade Vélodrome, Marseille                     | 15 796    |
| .    | 20 novembre 1948  | Pays de Galles            | 12-5     | Tournée australienne     | St. Helen's Rugby Ground, Swansea              | 9 224     |
| 63.  | 6 novembre 1948   | Grande-Bretagne           | 7-16     | Tournée australienne     | Station Road, Swinton                          | 36 534    |
| 62.  | 9 octobre 1948    | Grande-Bretagne           | 9-23     | Tournée australienne     | Headingley Rugby Stadium, Leeds                | 36 529    |
| 61.  | 12 juin 1948      | Nouvelle-Zélande          | 13-4     | Tournée néo-zélandaise   | Brisbane Cricket Ground, Brisbane              | 23 013    |
| 60.  | 29 mai 1948       | Nouvelle-Zélande          | 19-21    | Tournée néo-zélandaise   | Sydney Cricket Ground, Sydney                  | 55 866    |
| 59.  | 20 juillet 1946   | Grande-Bretagne           | 7-29     | Tournée britannique      | Sydney Cricket Ground, Sydney                  | 35 924    |
| 58.  | 6 juillet 1946    | Grande-Bretagne           | 5-14     | Tournée britannique      | Brisbane Cricket Ground, Brisbane              | 40 500    |
| 57.  | 17 juin 1946      | Grande-Bretagne           | 8-8      | Tournée britannique      | Sydney Cricket Ground, Sydney                  | 64 526    |
| 56.  | 16 janvier 1938   | France                    | 16-11    | Tournée australienne     | Stade Vélodrome, Marseille                     | 24 000    |
| 55.  | 2 janvier 1938    | France                    | 35-6     | Tournée australienne     | Stade Pershing, Paris                          | 11 500    |
| 54.  | 18 décembre 1937  | Grande-Bretagne           | 13-3     | Tournée australienne     | Fartown Ground, Huddersfield                   | 9 093     |
| 53.  | 13 novembre 1937  | Grande-Bretagne           | 3-13     | Tournée australienne     | Station Road, Swinton                          | 31 724    |
| 52.  | 16 octobre 1937   | Grande-Bretagne           | 4-5      | Tournée australienne     | Headingley Rugby Stadium, Leeds                | 31 949    |
| 51.  | 14 août 1937      | Nouvelle-Zélande          | 15-16    | Amical                   | Carlaw Park, Auckland                          | 25 000    |
| .    | 11 août 1937      | Māori de Nouvelle-Zélande | 5-16     | Amical                   | Carlaw Park, Auckland                          |           |
| 50.  | 7 août 1937       | Nouvelle-Zélande          | 12-8     | Amical                   | Carlaw Park, Auckland                          | 12 000    |
| 49.  | 18 juillet 1936   | Grande-Bretagne           | 7-12     | Tournée britannique      | Sydney Cricket Ground, Sydney                  | 53 546    |
| 48.  | 4 juillet 1936    | Grande-Bretagne           | 7-12     | Tournée britannique      | Brisbane Cricket Ground, Brisbane              | 29 486    |
| 47.  | 26 juin 1936      | Grande-Bretagne           | 24-8     | Tournée britannique      | Sydney Cricket Ground, Sydney                  | 63 920    |
| 46.  | 4 octobre 1935    | Nouvelle-Zélande          | 31-8     | Amical                   | Carlaw Park, Auckland                          | 20 000    |
| 45.  | 2 octobre 1935    | Nouvelle-Zélande          | 29-8     | Amical                   | Carlaw Park, Auckland                          | 8 000     |
| 44.  | 28 septembre 1935 | Nouvelle-Zélande          | 14-22    | Amical                   | Carlaw Park, Auckland                          | 20 000    |
| .    | 30 décembre 1933  | Pays de Galles            | 51-19    | Tournée australienne     | Wembley Stadium, Londres                       | 10 000    |
| 43.  | 16 décembre 1933  | Grande-Bretagne           | 16-19    | Tournée australienne     | Station Road, Swinton                          | 10 990    |
| 42.  | 11 novembre 1933  | Grande-Bretagne           | 5-7      | Tournée australienne     | Headingley Rugby Stadium, Leeds                | 29 618    |
| 41.  | 7 octobre 1933    | Grande-Bretagne           | 0-4      | Tournée australienne     | Belle Vue Stadium, Manchester                  | 34 000    |
| 40.  | 16 juillet 1932   | Grande-Bretagne           | 13-15    | Tournée britannique      | Sydney Cricket Ground, Sydney                  | 50 053    |
| 39.  | 18 juin 1932      | Grande-Bretagne           | 15-6     | Tournée britannique      | Brisbane Cricket Ground, Brisbane              | 26 500    |
| 38.  | 6 juin 1932       | Grande-Bretagne           | 6-8      | Tournée britannique      | Sydney Cricket Ground, Sydney                  | 70 204    |
| .    | 18 janvier 1930   | Pays de Galles            | 26-10    | Tournée australienne     | Wembley Stadium, Londres                       | 20 000    |
| 37.  | 15 janvier 1930   | Grande-Bretagne           | 0-3      | Tournée australienne     | Athletic Grounds, Rochdale                     | 16 743    |
| 36.  | 4 janvier 1930    | Grande-Bretagne           | 0-10     | Tournée australienne     | Station Road, Swinton                          | 34 709    |
| 35.  | 9 novembre 1929   | Grande-Bretagne           | 3-9      | Tournée australienne     | Headingley Rugby Stadium, Leeds                | 31 402    |
| 34.  | 5 octobre 1929    | Grande-Bretagne           | 31-8     | Tournée australienne     | Craven Park, Hull                              | 20 000    |
| 33.  | 21 juillet 1928   | Grande-Bretagne           | 21-14    | Tournée britannique      | Sydney Cricket Ground, Sydney                  | 37 380    |
| 32.  | 14 juillet 1928   | Grande-Bretagne           | 0-8      | Tournée britannique      | Sydney Cricket Ground, Sydney                  | 44 548    |
| 31.  | 23 juin 1928      | Grande-Bretagne           | 12-15    | Tournée britannique      | Brisbane Exhibition Ground, Brisbane           | 39 200    |
| 30.  | 12 juillet 1924   | Grande-Bretagne           | 21-11    | Tournée britannique      | Brisbane Exhibition Ground, Brisbane           | 36 000    |
| 29.  | 28 juin 1924      | Grande-Bretagne           | 3-5      | Tournée britannique      | Sydney Cricket Ground, Sydney                  | 33 842    |
| 28.  | 23 juin 1924      | Grande-Bretagne           | 3-22     | Tournée britannique      | Sydney Cricket Ground, Sydney                  | 50 000    |
| 27.  | 14 janvier 1921   | Grande-Bretagne           | 0-6      | Tournée australienne     | The Willows, Salford                           | 21 000    |
| .    | 20 décembre 1921  | Pays de Galles            | 21-16    | Tournée australienne     | Taff Vale Park, Pontypridd                     | 13 000    |
| 26.  | 5 novembre 1921   | Grande-Bretagne           | 16-2     | Tournée australienne     | The Boulevard, Hull                            | 21 504    |
| 25.  | 1er octobre 1921  | Grande-Bretagne           | 5-6      | Tournée australienne     | Headingley Rugby Stadium, Leeds                | 32 000    |
| 24.  | 10 juillet 1920   | Grande-Bretagne           | 13-23    | Tournée britannique      | Sydney Cricket Ground, Sydney                  | 32 000    |
| 23.  | 3 juillet 1920    | Grande-Bretagne           | 21-8     | Tournée britannique      | Sydney Cricket Ground, Sydney                  | 60 000    |
| 22.  | 26 juin 1920      | Grande-Bretagne           | 8-4      | Tournée britannique      | Brisbane Exhibition Ground, Brisbane           | 28 000    |
| 21.  | 13 septembre 1919 | Nouvelle-Zélande          | 32-2     | Tournée australienne     | Carlaw Park, Auckland                          | 15 000    |
| 20.  | 6 septembre 1919  | Nouvelle-Zélande          | 34-23    | Tournée australienne     | Carlaw Park, Auckland                          | 24 300    |
| 19.  | 30 août 1919      | Nouvelle-Zélande          | 10-26    | Tournée australienne     | Addington Showgrounds, Christchurch            | 7 000     |
| 18.  | 23 août 1919      | Nouvelle-Zélande          | 44-21    | Tournée australienne     | Basin Reserve, Wellington                      | 8 000     |
| 17.  | 4 juillet 1914    | Grande-Bretagne           | 6-14     | Tournée britannique      | Sydney Cricket Ground, Sydney                  | 41 000    |
| 16.  | 29 juin 1914      | Grande-Bretagne           | 12-7     | Tournée britannique      | Sydney Cricket Ground, Sydney                  | 38 000    |
| 15.  | 27 juin 1914      | Grande-Bretagne           | 5-23     | Tournée britannique      | Agricultural Oval, Sydney                      | 40 000    |
| 14.  | 1er janvier 1912  | Grande-Bretagne           | 33-8     | Tournée australienne     | Villa Park, Birmingham                         | 4 000     |
| 13.  | 16 décembre 1911  | Grande-Bretagne           | 11-11    | Tournée australienne     | Tynecastle Stadium, Édimbourg                  | 8 000     |
| 12.  | 8 novembre 1911   | Grande-Bretagne           | 19-10    | Tournée australienne     | St James' Park, Newcastle                      | 5 317     |
| .    | 7 octobre 1911    | Pays de Galles            | 28-20    | Tournée australienne     | Bridgend Field, Pontypridd                     | 7 000     |
| 11.  | 2 juillet 1910    | Grande-Bretagne           | 17-22    | Tournée britannique      | Exhibition Ground, Brisbane                    | 18 000    |
| 10.  | 18 juin 1910      | Grande-Bretagne           | 20-27    | Tournée britannique      | Agricultural Oval, Sydney                      | 42 000    |
| .    | 28 août 1909      | Māori de Nouvelle-Zélande | 20-13    | Tournée Māori            | Agricultural Oval, Sydney                      | 7 500     |
| .    | 21 août 1909      | Māori de Nouvelle-Zélande | 23-16    | Tournée Māori            | Agricultural Oval, Sydney                      | 11 000    |
| .    | 14 août 1909      | Māori de Nouvelle-Zélande | 16-13    | Tournée Māori            | Brisbane Cricket Ground, Brisbane              | 8 000     |
| .    | 31 juillet 1909   | Māori de Nouvelle-Zélande | 14-16    | Tournée Māori            | Agricultural Oval, Sydney                      | 30 000    |
| 9.   | 3 juillet 1909    | Nouvelle-Zélande          | 25-5     | Tournée néo-zélandaise   | Wentworth Park, Sydney                         | 6 500     |
| 8.   | 26 juin 1909      | Nouvelle-Zélande          | 10-5     | Tournée néo-zélandaise   | Exhibition Ground, Brisbane                    | 6 000     |
| 7.   | 12 juin 1909      | Nouvelle-Zélande          | 11-19    | Tournée néo-zélandaise   | Agricultural Oval, Sydney                      | 7 000     |
| 6.   | 15 février 1909   | Grande-Bretagne           | 5-6      | Tournée australienne     | Villa Park, Birmingham                         | 9 000     |
| 5.   | 23 janvier 1909   | Grande-Bretagne           | 9-14     | Tournée australienne     | St James' Park, Newcastle                      | 22 000    |
| .    | 17 janvier 1909   | Pays de Galles            | 13-14    | Tournée australienne     | Penydarren Park, Merthyr Tydfil                | 6 000     |
| 4.   | 12 décembre 1908  | Grande-Bretagne           | 22-22    | Tournée australienne     | Park Royal Ground, Londres                     | 2 000     |
| .    | 18 juillet 1908   | Māori de Nouvelle-Zélande | 20-10    | Tournée Māori            | Agricultural Oval, Sydney                      | 6 000     |
| 3.   | 6 juin 1908       | Nouvelle-Zélande          | 14-9     | Tournée néo-zélandaise   | Agricultural Oval, Sydney                      | 13 000    |
| 2.   | 30 mai 1908       | Nouvelle-Zélande          | 12-24    | Tournée néo-zélandaise   | Exhibition Ground, Brisbane                    | 6 000     |
| 1.   | 8 mai 1908        | Nouvelle-Zélande          | 10-11    | Tournée néo-zélandaise   | Agricultural Oval, Sydney                      | 20 000    |